# Маслани, Татьяна
Татья́на Габриэла Масла́ни (англ. Tatiana Gabriele Maslany, род. 22 сентября 1985, Реджайна, Саскачеван, Канада) — канадская актриса театра, кино, телевидения и озвучивания. Актёрскую карьеру Татьяна Маслани начала с небольших ролей в канадских телепрограммах для детей, после чего снялась в нескольких фильмах, таких как «Сестра оборотня» (2004), «Дневники мертвецов» (2007), «Проблеск гениальности» (2008) и «Прошивка» (2009), а также играла главные роли в канадских телефильмах.
За исполнение главных ролей в независимых фильмах «Взрослая кинозвезда» (2009) и «Фотосессия» (2012) Маслани была номинирована на высшую канадскую кинопремию «Джини», а в дополнение к этому выиграла две премии «Джемини» (2009, 2010), за работу на телевидении. Также она получила специальный приз жюри кинофестиваля «Сандэнс» за роль в фильме «Взрослая кинозвезда» (2009).
Прорывом в карьере актрисы стала роль в научно-фантастическом телесериале «Тёмное дитя» (2013—2017), в котором она играла сразу нескольких персонажей, как положительных, так и отрицательных. За роль в этом телесериале она была номинирована на премию «Золотой глобус» в 2014 году, а также на премию «Эмми» в 2015 году. В 2016 году Татьяна Маслани была удостоена высшей телевизионной американской премии «Эмми» за «лучшую женскую роль в драматическом телесериале», став первой канадской актрисой, получившей эту премию в основной актёрской категории.

## Биография

### Ранние годы
Татьяна Маслани родилась 22 сентября 1985 года в Реджайне, Саскачеван, Канада. Её отец Дэн Маслани — плотник, а мать Ренате Маслани, переводчик. У неё есть два младших брата, Дэниел и Майкл. Маслани имеет австрийские, немецкие, польские, румынские и украинские корни. В начальной школе Татьяна изучала французский язык, затем мама занималась с ней немецким. Бабушка и дедушка Татьяны говорили по-немецки. Уже после Татьяна приступила к изучению английского. Она также немного говорит по-испански.
С детства Татьяна занималась танцами и играла в школьном театре. В 2003 году окончила среднюю школу Dr. Martin LeBoldus High School, где принимала участие во многих театральных постановках. После окончания школы она провела некоторое время в путешествиях, прежде чем поселиться в Торонто, Онтарио в возрасте 20 лет.
Маслани — бывшая участница командных театральных игр Canadian Improv Games.

### Карьера

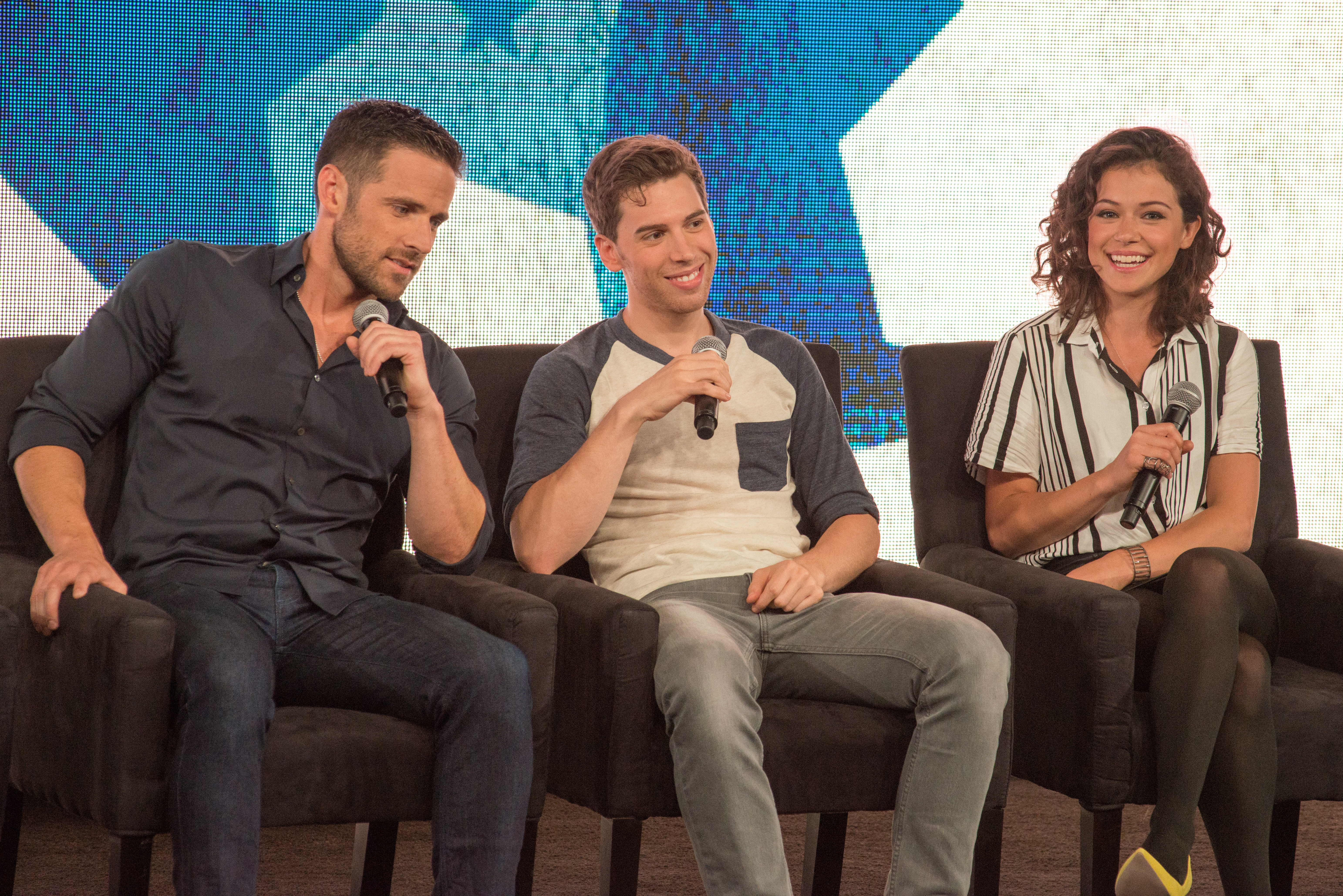
Дилан Брюс, Джордан Джаварис и Татьяна Маслани в 2014 году

Свою актёрскую карьеру Маслани начала с небольших ролей в таких телесериалах, как «Incredible Story Studio» (1997—2002) и «2030 CE» (2002—2003), за роль в которых получила премию «Blizzard Award» в номинации «Лучшая женская роль». После сыграла роль Дианы Миллс в короткометражном фильме «Сольный концерт» (2003).
Также сыграла роль девочки по имени Дух во второй части трилогии режиссёра Джона Фоусета «Сестра оборотня» (2004), где её партнёрами по фильму стали Эмили Перкинс, Кэтрин Изабель, Брендан Флетчер и др. За свою роль актриса получила премию «Chainsaw Award», в номинации «Лучшая женская роль второго плана».
Первую известность она получила благодаря роли в канадском подростковом сериале «Renegadepress.com» (2004—2006), которая принесла ей номинацию на премию «Джемини», за «Лучшую женскую роль в драматическом сериале» в 2005 году.
Позже она выиграла две этих премии в номинации «Лучшая приглашённая актриса в драматическом телесериале», «Горячая точка» (2008) и «Хартленд» (2008—2010). Далее она продолжила играть главные роли в канадских телефильмах: «Наедине с судьбой» (2005), «В ловушке» (2006), «Буки оставляет свой след» (2006), «Невеста-воровка» (2007) и «Отзвуки эха 2: Возвращение» (2007).

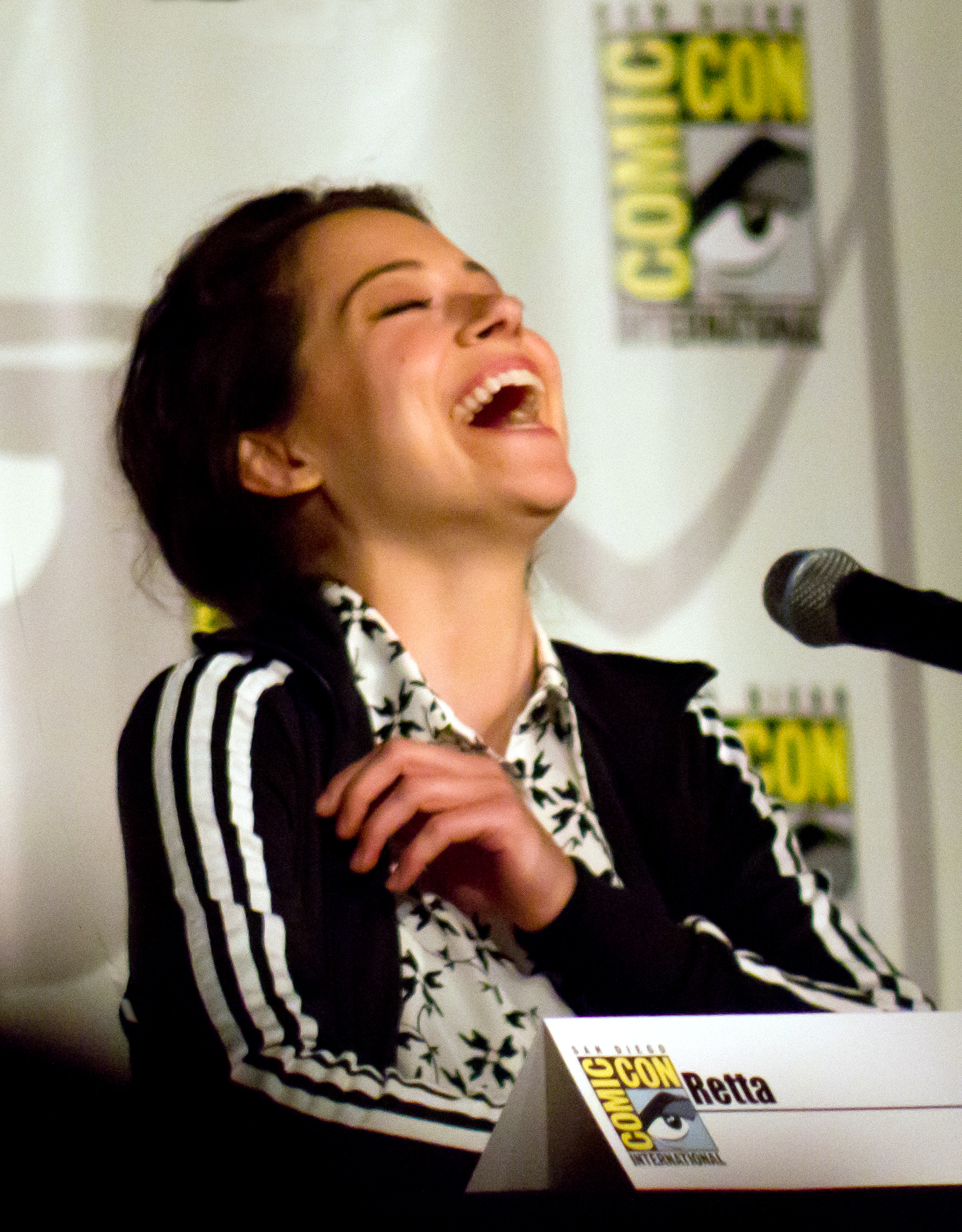
Татьяна Маслани на San Diego Comic-Con International в 2015 году

В 2010 году, Маслани получила специальный приз жюри кинофестиваля «Сандэнс» за главную роль в независимом фильме «Взрослая кинозвезда». Также эта роль принесла ей номинацию на высшую канадскую премию «Джини» за «Лучшую женскую роль» в 2011 году.
В дополнение к этому она сыграла роли второго плана в таких фильмах, как «Посланники» (2007), «Дневники мертвецов» (2007), «Проблеск гениальности» (2008), «Прошивка» (2009) и «Клятва» (2012).
В 2012 году сыграла роль Клэр в фильме «Фотосессия». Её партнёрами по фильму стали Спенсер Ван Вик, Сьюзен Койн, Фиона Хайет и др. В основе сюжета девушка которая остаётся на второй год в школе и оказывается между двумя мирами, миром взрослых и миром детей. За свою роль в этом фильме Маслани получила премии «Phillip Borsos Award» и «Canadian Screen Awards» в номинации «Лучшая женская роль».
В 2017 году Маслани снялась в биографической драме «Сильнее» в компании с Джейком Джилленхолом. В 2019 году вышел триллер «Время возмездия». Партнёрами Маслани по съемочной площадке фильма стали Николь Кидман, Себастиан Стэн и Тоби Кеббелл, а также Брэдли Уитфорд и Скут Макнейри.

#### «Тёмное дитя»
С 2013 по 2017 год Татьяна Маслани исполняла роль главной героини Сары Мэннинг и её нескольких клонов (Хелены, Косимы Нихаус, Элисон Хендрикс, Рэйчел Дункан и др.) в канадском телесериале «Тёмное дитя» (2013—2017). В основе сюжета Сара — сирота, которой выпало перенести немало лишений в жизни. Но вскоре её безрадостная жизнь омрачается ужасным происшествием: она невольно становится свидетелем того, как молодая женщина совершает самоубийство. Но самое странное, погибшая девушка выглядит в точности как она, поэтому Сара решает выдать себя за неё. Но это решение становится причиной ряда ужасных событий, которые только доставляют Саре проблем.
Эта роль принесла ей премии Ассоциации телевизионных критиков за личные достижения в драме и «Выбор телевизионных критиков», а также хорошие отзывы критиков. Многие критики отмечали, что Маслани достойна премии «Эмми» за лучшую женскую роль в драматическом телесериале, несмотря на то, что является канадкой, а её сериал выходит на молодом канале BBC America.
За эту роль Маслани была номинирована на премии «Эмми», «Золотой глобус» и «Премию Гильдии киноактёров США» в 2014 и 2015 годах, за «Лучшую женскую роль в драматическом телесериале», а также множество других престижных наград и премий. В 2016 году она была удостоена высшей американской телевизионной премии «Эмми», в номинации «Лучшая женская роль в драматическом телесериале».
В 2014 году критики из журнала The Guardian оценили её роль в этом телесериале, написав:
Татьяна Маслани играет полдюжины разных клонов в течение первого сезона, не знав[прояснить] сколько ей нужно будет играть во втором. Просто похвалить её недостаточно, она настолько реалистично и откровенно появляется в разных версиях, которые легко взаимодействуют между собой. Это просто огромный уровень выносливости.

### Личная жизнь
С 2011 года Маслани встречалась с валлийским актёром Томом Калленом. Они познакомились в Будапеште на съёмках телесериала «Мир без конца». В 2022 году вышла замуж за американского актёра Брэндана Хайнса. В настоящее время они проживают в Лос-Анджелесе, Калифорния.

## Фильмография

### Кино
| Год  |     | Русское название          | Оригинальное название     | Роль                      |
| ---- | --- | ------------------------- | ------------------------- | ------------------------- |
| 2003 | кор | Сольный концерт           | The Recital               | Диана Миллс               |
| 2004 | ф   | Сестра оборотня           | Ginger Snaps 2: Unleashed | Дух                       |
| 2007 | ф   | Посланники                | The Messengers            | Линдси Роллинс            |
| 2007 | ф   | Порок на экспорт          | Eastern Promises          | Татьяна                   |
| 2007 | ф   | Дневники мертвецов        | Diary of the Dead         | Мэри Декстер              |
| 2007 | ф   | Поздний фрагмент          | Late Fragment             | Индия                     |
| 2008 | ф   | Проблеск гениальности     | Flash of Genius           | Кэти                      |
| 2009 | ф   | ЗащитнеГ                  | Defendor                  | Ольга                     |
| 2009 | ф   | Взрослая кинозвезда       | Grown Up Movie Star       | Руби Фрай                 |
| 2009 | ф   | Прошивка                  | Hardwired                 | Панк «Рэд»                |
| 2010 | кор | Вверх и вниз              | Up & Down                 | девушка                   |
| 2010 | ф   | К погашению               | In Redemption             | Маргарет                  |
| 2010 | ф   | Туалет                    | Toilet                    | Лиза                      |
| 2011 | кор | Семь грехов: Похоть       | Seven Sins: Lust          | женщина                   |
| 2011 | кор | Дарла                     | Darla                     | друг                      |
| 2011 | ф   | Неназванный               | The Entitled              | Дженна                    |
| 2011 | ф   | Виолет и Дейзи            | Violet & Daisy            | Эйприл                    |
| 2012 | ф   | Клятва                    | The Vow                   | Лили                      |
| 2012 | ф   | Фотосессия                | Picture Day               | Клэр                      |
| 2012 | ф   | Под давлением             | Blood Pressure            | Кэт Трестман              |
| 2013 | ф   | Кас и Дилан               | Cas & Dylan               | Дилан Морган              |
| 2015 | ф   | Женщина в золоте          | Woman in Gold             | Мария Альтман в молодости |
| 2016 | ф   | Вторая половина           | The Other Half            | Эмили                     |
| 2016 | ф   | Двое влюблённых и медведь | Two Lovers and a Bear     | Люси                      |
| 2016 | кор | Помимо всего              | Apart from Everything     | Фрэн                      |
| 2017 | ф   | Сильнее                   | Stronger                  | Эрин Хёрли                |
| 2017 | кор | Души тотальности          | Souls of Totality         | леди 18                   |
| 2018 | ф   | Время возмездия           | Destroyer                 | Петра                     |
| 2019 | ф   | Розовая стена             | Pink Wall                 | Дженна                    |
| 2025 | ф   | Обезьяна                  | The Monkey                | Лоис Шелборн              |
| 2025 | ф   | Хранитель                 | Keeper                    | Лиз                       |

### Телевидение
| Год       |    | Русское название                     | Оригинальное название                  | Роль |
| --------- | -- | ------------------------------------ | -------------------------------------- | --- |
| 1997—2002 | с  | Невероятная история студии           | Incredible Story Studios               | разные роли |
| 2002—2003 | с  | 2030 CE                              | 2030 CE                                | Роми Грейсон |
| 2004—2006 | с  | Renegadepress.com                    | Renegadepress.com                      | Мелани |
| 2005      | тф | Наедине с судьбой                    | Dawn Anna                              | Лорен «Лулу» / Дон Таунсенд |
| 2006      | тф | В ловушке                            | Trapped!                               | Гвен |
| 2006      | тф | Буки оставляет свой след             | Booky Makes Her Mark                   | Беатрис «Буки» Томсон |
| 2006      | с  | История Томми Дугласа                | Prairie Giant: The Tommy Douglas Story | доктор Томми |
| 2007      | тф | Отзвуки эха 2: Возвращение           | Stir of Echoes: The Homecoming         | Сэмми |
| 2007      | тф | Творческий отпуск                    | Sabbatical                             | Гвинет Марлоу |
| 2007      | тф | Невеста-воровка                      | The Robber Bride                       | Августа |
| 2008      | тф | Старый добрый День Благодарения      | An Old Fashioned Thanksgiving          | Матильда «Тилли» Бассетт |
| 2008      | с  | Сверхновая звезда                    | Instant Star                           | Цеппелин Дайер |
| 2008      | с  | Стать королями                       | Would Be Kings                         | Риз |
| 2008      | с  | Горячая точка                        | Flashpoint                             | Пенни |
| 2008—2010 | с  | Хартленд                             | Heartiand                              | Кит Бейли |
| 2009      | с  | Читающий мысли                       | The Listener                           | Ханна Симмонс |
| 2009—2011 | с  | Быть Эрикой                          | Being Erica                            | Сара Векслер |
| 2010      | с  | Кровопускания и чудесные исцеления   | Bloodietting & Miraculous Cures        | Дженис |
| 2010      | с  | Рождество                            | The Nativity                           | Мэри |
| 2011      | с  | Люди Альфа                           | Alphas                                 | Трейси Бомонт |
| 2011      | тф | Верный выстрел                       | Certain Prey                           | Клара Ринкер |
| 2012      | с  | Мир без конца                        | World Without End                      | сестра Мейр |
| 2013      | с  | Надломленные                         | Cracked                                | Хейли Котарно / Изабель Энн Фергус |
| 2013      | с  | Парки и зоны отдыха                  | Parks and Recreation                   | Надя Стаски |
| 2013—2017 | с  | Тёмное дитя                          | Orphan Black                           | Сара Мэннинг / Хелена / Косима Нихаус Элисон Хендрикс / Рэйчел Дункан Элизабет Чайлдс / Тони Савицкий Дженнифер Фитцсиммонс / Катя Обингер Кристал Годерич / Вера Суоминен |
| 2015      | мс | Конь БоДжек                          | BoJack Horseman                        | Мия МакКиббин |
| 2016      | мс | Робоцып                              | Robot Chicken                          | Барби |
| 2018      | с  | Пьяная история                       | Drunk History                          | Эммелин Панкхёрст |
| 2018      | мс | Охотники на троллей: Истории Аркадии | Trollhunters: Tales of Arcadia         | Аджа |
| 2018      | мс | Звери                                | Animals                                | Шерман |
| 2018—2020 | мс | Трое с небес: Истории Аркадии        | 3Below: Tales of Arcadia               | Аджа / королева Коранда |
| 2020      | с  | Перри Мейсон                         | Perry Mason                            | сестра Эллис Маккиган |
| 2022      | с  | Женщина-Халк: Адвокат                | She-Hulk: Attorney at Law              | Дженнифер Уолтерс / Женщина-Халк |

## Роли в театре
| Русское название       | Оригинальное название | Год         | Роль                        | Примечания                     | Ист.          |
| ---------------------- | --------------------- | ----------- | --------------------------- | ------------------------------ | ------------- |
| Оливер                 | Oliver!               | 1995        | Сирота                      | Театр «Летняя сцена», Реджайна | [ 17 ] [ 18 ] |
| Секретный сад          | The Secret Garden     | 2003 — 2004 | Мэри                        | Театр «Глобус», Реджайна       | [ 19 ]        |
| Джордж Данден          | George Dandin         | 2006        | Ангел                       | Театр «Глобус», Реджайна       | [ 20 ]        |
| Рождественская история | A Christmas Carol     | 2007        | Бель                        | Театр «Глобус», Реджайна       | [ 20 ]        |
| Собака видит бога      | Dog Sees God          | 2009        | Сестра                      | Театр «Six Degrees», Торонто   | [ 21 ]        |
| Другие люди            | Other People          | 2012        | Петра                       | Театр «Tank House», Торонто    | [ 22 ]        |
| Мэри Пейдж Марлоу      | Mary Page Marlowe     | 2018        | Мэри в возрасте 27 и 36 лет | Театр «Second Stage», Нью-Йорк | [ 23 ]        |
| Сеть                   | Network               | 2018        | Диана Кристенсен            | Театр «Беласко»                | [ 24 ]        |

## Аудиокниги
| Год  | Название         | Роль            | Примечания                         | Ист.   |
| ---- | ---------------- | --------------- | ---------------------------------- | ------ |
| 2015 | Locke & Key      | Додж            | 13-ти часовая аудио-драма          | [ 25 ] |
| 2018 | The Hunger Games | Китнисс Эвердин | 10-часовая подростковая фантастика | [ 26 ] |

## Награды и номинации
Список приведён в соответствии с данными сайта IMDb.com.
| Год  | Награда                              | Категория                                               | Работа                             | Результат |
| ---- | ------------------------------------ | ------------------------------------------------------- | ---------------------------------- | --------- |
| 2005 | Джемини                              | Лучшая женская роль в детской или молодёжной программе  | Renegadepress.com                  | Номинация |
| 2009 | Джемини                              | Лучшая приглашённая актриса в драматическом телесериале | Горячая точка                      | Победа    |
| 2010 | Сандэнс                              | Специальный приз жюри                                   | Взрослая кинозвезда                | Победа    |
| 2010 | Джемини                              | Лучшая приглашённая актриса в драматическом телесериале | Кровопускания и чудесные исцеления | Победа    |
| 2010 | Джини                                | Лучшая женская роль                                     | Взрослая кинозвезда                | Номинация |
| 2012 | Whistler Film Festival               | Лучшая актриса                                          | Фотосессия                         | Победа    |
| 2013 | ACTRA Awards                         | Лучшая женская роль                                     | Фотосессия                         | Победа    |
| 2013 | Выбор телевизионных критиков         | Лучшая женская роль в драматическом телесериале         | Тёмное дитя                        | Победа    |
| 2013 | Ассоциация телевизионных критиков    | Премия за личные достижения в драма                     | Тёмное дитя                        | Победа    |
| 2013 | Молодой Голливуд                     | Прорыв года                                             | Тёмное дитя                        | Победа    |
| 2013 | Hamptons International Film Festival | Лучший женский прорыв                                   | Фотосессия                         | Победа    |
| 2013 | Whistler Film Festival               | Лучшая актриса                                          | Кас и Дилан                        | Победа    |
| 2014 | People's Choice Awards               | Лучшая актриса научно-фантастического телесериала       | Тёмное дитя                        | Номинация |
| 2014 | Золотой глобус                       | Лучшая женская роль в телевизионном сериале — драма     | Тёмное дитя                        | Номинация |
| 2014 | Спутник                              | Лучшая женская роль в телевизионном сериале — драма     | Тёмное дитя                        | Номинация |
| 2014 | Canadian Screen Awards               | Лучшая женская роль в драматическом телесериале         | Тёмное дитя                        | Победа    |
| 2014 | Canadian Screen Awards               | Лучшая женская роль                                     | Кас и Дилан                        | Номинация |
| 2014 | ACTRA Awards                         | Лучшая женская роль                                     | Тёмное дитя                        | Номинация |
| 2014 | Vancouver Film Critics Circle        | Лучшая актриса в канадском фильме                       | Фотосессия                         | Номинация |
| 2014 | Грейси                               | Лучший женский прорыв                                   | Тёмное дитя                        | Победа    |
| 2014 | Выбор телевизионных критиков         | Лучшая женская роль в драматическом телесериале         | Тёмное дитя                        | Победа    |
| 2014 | Ассоциация телевизионных критиков    | Премия за личные достижения в драме                     | Тёмное дитя                        | Номинация |
| 2014 | Constellation Awards                 | Лучшая женская роль в научно-фантастическом телесериале | Тёмное дитя                        | Победа    |
| 2014 | Constellation Awards                 | Выдающийся вклад в канадское телевидение                | Тёмное дитя                        | Победа    |
| 2014 | EWwy Awards                          | Лучшая актриса в драматическом телесериале              | Тёмное дитя                        | Победа    |
| 2015 | Премия Гильдии киноактёров США       | Лучшая женская роль в драматическом сериале             | Тёмное дитя                        | Номинация |
| 2015 | ACTRA Awards                         | Лучшая женская роль                                     | Тёмное дитя                        | Победа    |
| 2015 | Canadian Screen Awards               | Лучшая женская роль в драматическом телесериале         | Тёмное дитя                        | Победа    |
| 2015 | Эмми                                 | Лучшая женская роль в драматическом телесериале         | Тёмное дитя                        | Номинация |
| 2016 | Canadian Screen Awards               | Лучшая женская роль в драматическом телесериале         | Тёмное дитя                        | Победа    |
| 2016 | Эмми                                 | Лучшая женская роль в драматическом телесериале         | Тёмное дитя                        | Победа    |
| 2016 | Выбор телевизионных критиков         | Лучшая женская роль в драматическом телесериале         | Тёмное дитя                        | Номинация |
| 2016 | ACTRA Awards                         | Лучшая женская роль                                     | Тёмное дитя                        | Номинация |
| 2017 | Спутник                              | Лучшая женская роль в телевизионном сериале — драма     | Тёмное дитя                        | Номинация |
| 2017 | Canadian Screen Awards               | Лучшая женская роль в драматическом телесериале         | Тёмное дитя                        | Победа    |
| 2017 | Canadian Screen Awards               | Лучшая драматическая телеактриса                        | Тёмное дитя                        | Победа    |
| 2017 | Canadian Screen Awards               | Лучшая женская роль                                     | Вторая половина                    | Победа    |
| 2017 | ACTRA Awards                         | Лучшая женская роль                                     | Двое влюблённых и медведь          | Номинация |
| 2018 | Эмми                                 | Лучшая женская роль в драматическом телесериале         | Тёмное дитя                        | Номинация |